# 中国伊斯兰教史

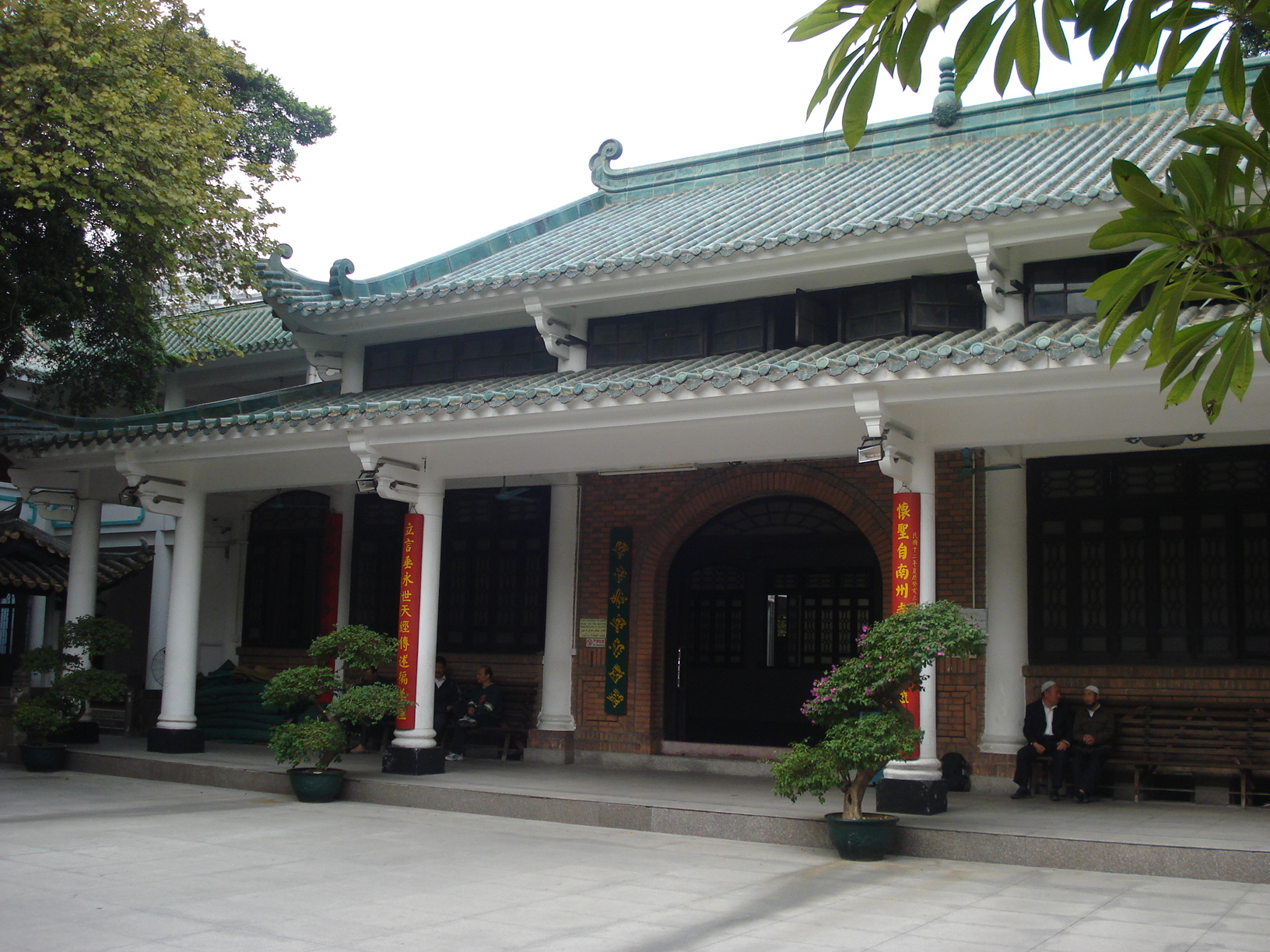
怀圣寺是世界上最古老的清真寺之一，一般认为是由穆罕默德的叔叔萨'德·伊本·阿比·瓦卡斯所建。

中国伊斯兰教历史傳說开端是四位萨哈巴（赛尔德·本·阿比·瓦卡斯、贾法尔·本·阿比利布、沃赫卜·阿布·卡布查(Wah(a)b Abu Kabcha)和贾赫须·伊本·瑞亚卜）在公元615至616年年间从阿比西尼亚出发，沿着吉大港-迦摩缕波-曼尼普尔的路线行进，最终于616至617年年间到达中国及开始传教。650至651年年间，在哈里发奥斯曼·本·阿凡的命令下，赛尔德·本·阿比·瓦卡斯又率领一支大使团第三次出使中国，并受到唐高宗的热情接待。

## 起源

### 中国阿拉伯贸易
伊斯兰教诞生之前，阿拉伯半岛诸国已通过南中国海与中国有贸易往来。在阿拉伯海上贸易商人大规模皈依伊斯兰教的时候，双边贸易更加繁荣时期。这种海上贸易在元朝时期达到了顶峰。
中国和各个草原部落与帝国之间通过贸易、战争、统治以及臣从造就的悠久而又错综复杂的关系，伊斯兰教的传播铺平了道路。伊斯兰教的影响大都来自草原文化与中原文化的融合与交流。穆斯林被当做管理者、将军和其他领导者从波斯和中亚交给蒙古人管理。
公元七世纪时，时机成熟，穆斯林们成功在中国播下了伊斯兰教的种子。伊斯兰教现已经成为中国一种合法的宗教。

### 历史
据中国回族记载，伊斯兰教最先由赛尔德·本·阿比·瓦卡斯传入中国。公元651年，他受第三任哈里发奥斯曼·本·阿凡的命令，带领一支大使团第三次出使中国。唐高宗接见了使者后，便下令在广州建造全国第一座清真寺怀圣寺。不过回族人似乎把651年伊斯兰教正式在中国成立和617年萨哈巴们的访问搞混了。
现代的历史学家更倾向于认为没有证据表明瓦卡斯曾经亲自来到中国，他们相信穆斯林外交官和商人在中世纪（希吉拉）开始几十年后才到达中国。唐朝世界性的文化、与中亚民族频繁接触、中西亚商人所组成的重要的团体（原来并非穆斯林）在中国的城市居住等，都有助于伊斯兰教传入。

## 唐朝
阿拉伯人在中国的唐朝的一些年代纪中最早被提到，中国人称他们为“大食”（大食这个名称是从波斯语的阿拉伯人"Tazi"依中文音译来的）。其记录可以追溯到713年大食大使到来。第一批定居中国的穆斯林是阿拉伯和波斯商人。
公元751年，唐朝和阿拔斯王朝在怛罗斯发生了冲突，但不久之后，两国就重归于好。公元756年，阿拔斯王朝有可能送了一批波斯人和伊拉克人到甘肃，帮助唐肃宗平定安史之乱。大约五十年后，吐蕃帝国在中亚袭击了阿拔斯王朝，阿拔斯王朝为保证东部领土的安全，便与唐朝结缔了同盟。同盟书由时任哈里发哈伦·拉希德下令送往长安。
根据记载，公元758年有一大批穆斯林定居广州，导致广州爆发了动乱，原居民大批逃走。前者在广州建造了一座大清真寺（怀圣寺），1314年被大火焚毁，1349年-1351年年间又重建。现如今能见的最初建造的部分，就只有一座塔的遗迹了。
唐朝时，有源源不断的阿拉伯和波斯商人通过丝绸之路或者走海上路线来到中国。不过并不是所有的穆斯林都是外界移民来的，还有很多皈依伊斯兰教的汉族人和回族民。波斯的移民将马球（Polo）、他们的民族菜肴、乐器和很多医学知识传入了中国。

## 宋朝
大量穆斯林前往中国贸易，他们对这个国家的经济产生了巨大的冲击与影响。宋朝时，中国的穆斯林主导着对外贸易——西部和南部产品的进口、出口。
1070年，宋真宗邀请了5300名来自布哈拉的穆斯林来中国定居。宋真宗用这些人去抵抗辽国。这些人定居于燕京和开封府之间的一些地区，目的是创造宋朝与辽国之间的一片缓冲区。1080年，上万名阿拉伯人骑着马来到中国，定居于北部和东北部的一些省份。
这些阿拉伯人由来自布哈拉的指挥官埃米尔萨义德王子“索菲尔”率领。这位王子后来被誉为中国穆斯林“教父”。伊斯兰教在唐宋时期被中国人称为“大食法”（Dashi fa）。而萨义德重新命名了伊斯兰教，称它为回回教，意为回人的宗教。

## 元朝
中国在元朝统治时期，仍与蒙古其他游牧部落之间保持良好关系。元朝的蒙古君主提升各宗教与汉人、契丹人、女真人以及其他外国人的地位，并迁入许多信仰伊斯兰教的波斯人、阿拉伯人，信仰基督教的突厥人、犹太人，信仰藏传佛教的喇嘛和信仰疆传佛教的维吾尔人担任上级官位，而本地的儒家学者却都不被重用，所以当时中国朝廷中很大一部分都是穆斯林。元朝被划分为12个行省，由省长和副省长管理。据伊朗历史学家拉什杜丁·法德鲁拉（Rashidu'd-Din Fadlu'llah）的叙述，这十二个省的省长，其中有8个是穆斯林；其他地区的副省长也都是穆斯林。
与此同时，蒙古人引入中亚的穆斯林来中国担任行政官员，而蒙古人也向中亚地区送去汉人和契丹人，在布哈拉担任行政官员，这是在利用外国人来遏制全国各地地方政府的力量。
在元朝时期，蒙古人使大量中亚穆斯林进入中国。到了14世纪，穆斯林的数量甚至已经达到了400万人。正在此时，一个波斯天文学家札马剌丁，向忽必烈介绍了波斯的七种天文仪器。同时，穆斯林建筑师亦黑迭儿丁学习汉代建筑形式，并设计、构建了元朝的首都——大都。
14世纪时，一场在中国居住的色目人反对元朝统治的亦思巴奚兵乱在福建南部爆发。这场兵乱被镇压后，不仅使泉州、兴化一带的社会经济遭到了重创，也导致了当时世界最大港口泉州迅速衰落。
成吉思汗和其后的元朝皇帝，一概禁止穆斯林的一些教条惯例，像禁止清真屠宰，让穆斯林使用蒙古人屠宰动物的方法，而且还对其他方面也有所限制。成吉思汗直接称呼穆斯林和犹太教徒为“奴隶”，要求穆斯林遵循的蒙古的饮食方式而不是伊斯兰的。割礼也遭到禁止。犹太教徒同样受到影响——禁止吃洁食。在元朝要步入灭亡时，腐败和迫害活动变得极其严重，穆斯林将军和汉人一同反抗蒙古人。有些穆斯林团体的名字在中文中的意思是“兵营”（Barracks）亦或是“谢谢”（Thanks）。部分回族穆斯林声称这是因为他们在推翻蒙古人起到了重要的作用，所以那些受到协助的汉族人起了这样的名字。
1368年，朱元璋建立明朝，为实现他的野心，就派大将徐达带领军队向元大都进发。最后一位元朝皇帝逃到北方的上都。后来，元大都被改名为北平（即今天的北京）。

## 明朝

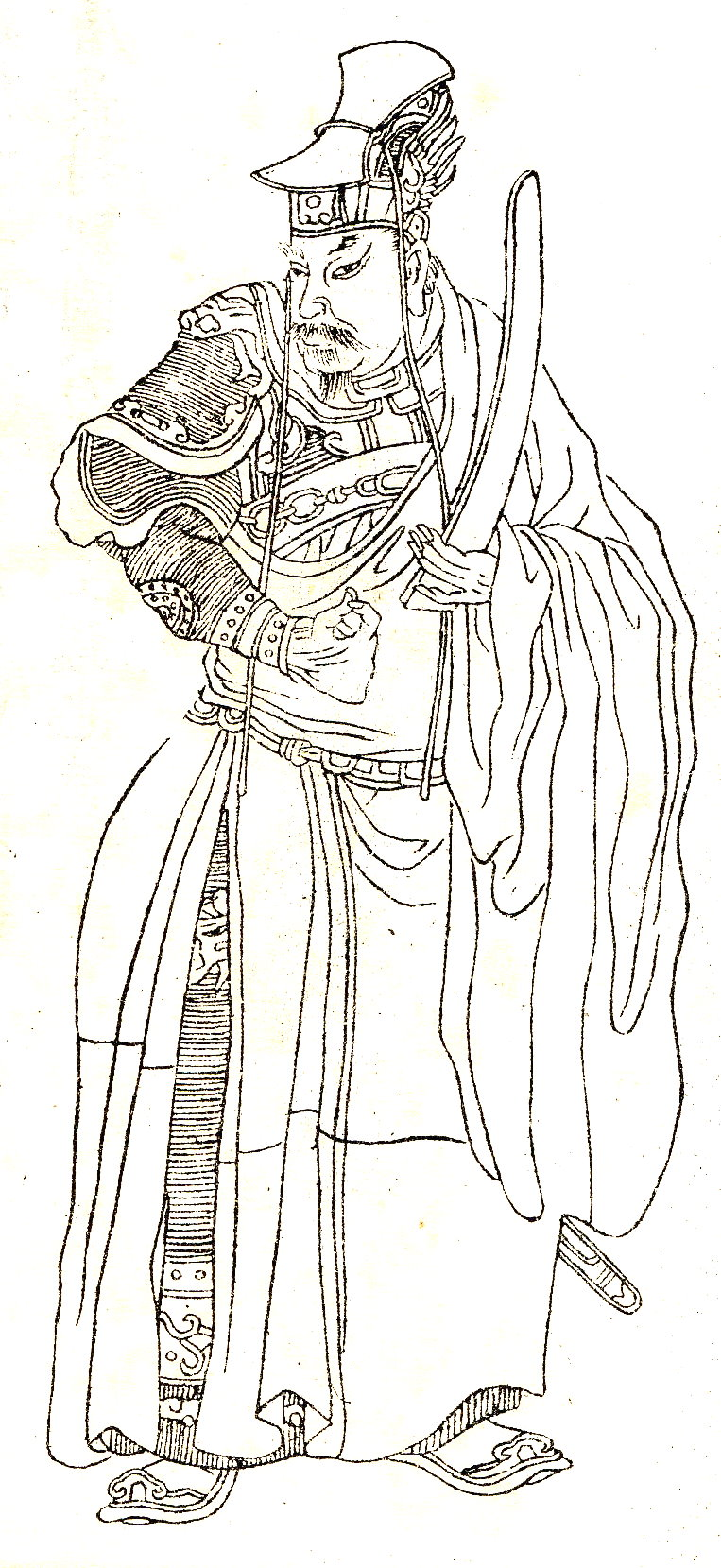
常遇春是一位明朝穆斯林将军，他大大促进了蒙古统治的覆亡。

明朝时期，穆斯林仍然在中国活跃，其首都应天府是伊斯兰学术的中心地区。明朝经历了海港穆斯林人口迅速下降，这和明朝的闭关锁国政策有关。明太祖朱元璋很多他最信任的指挥官都是穆斯林，包括胡大海、沐英、蓝玉和丁德兴。明朝时期也诞生了一位著名的穆斯林航海家郑和。
明朝时期在北平居住的穆斯林相对比较自由，政府没有限制他们的宗教信仰或信仰選擇，与普通臣民一样看待。朝廷虽然讓穆斯林保有信仰，但是藏传佛教和天主教教徒在北京却受到限制和压迫。

### 本地化
明朝时期不仅移民活动大幅放缓，而且在中国穆斯林也越来越孤立于外部的的伊斯兰世界，逐渐汉化，使用中国语言，穿中国服装。在这一时期，穆斯林也开始使用中国姓氏。其他找不到类似于原姓氏的中国姓氏的穆斯林，就使用与原名首音的字音最相似的汉字——穆罕默德改用马、穆斯塔法改用麦、马苏德改用穆、哈桑改用哈、侯赛因改用胡、赛义德改为赛等等。回族、撒拉族和东乡族都使用中国姓氏。最终，穆斯林在表面上就和普通汉人没什么区别了。
除了名字，穆斯林穿着和饮食的习惯也经历了与中国文化的融合。语言方面也开始向中国文化靠拢——使用中文。

## 清朝
清朝统治期间，穆斯林在大城市建有许多清真寺，其中应天府、长安、杭州府、广州和其他一些地方（除了西部的穆斯林区）都是极其重要的。清真寺通常以传统的中国风格并带有阿拉伯语铭文作为主要特征。许多穆斯林担任政府职务，特别是在军事方面，位于重要的位置。因为旅行变得更加容易，所以中国和外部世界之间的交流也就逐渐变多，其中一些中国的穆斯林到达新西兰，并成为那里第一批穆斯林（参见新西兰伊斯兰教）。苏菲教派也在清代早期的几十年遍布中国西北地区。最重要的苏菲门宦有：
- 卡迪林耶派：由中国人祁静一（教名为哈拉尔阿尔丁）建立，他是著名的和卓伊达雅图勒拉的学生，在回族苏菲派被称为“祁道祖”。在临夏市的拱北周围的神殿仍然是卡迪林耶派的中心地带。
- 虎夫耶派：由一个纳克什班迪教团领导。
- 哲赫林耶派：另一个纳克什班迪教团，由马明心建立。

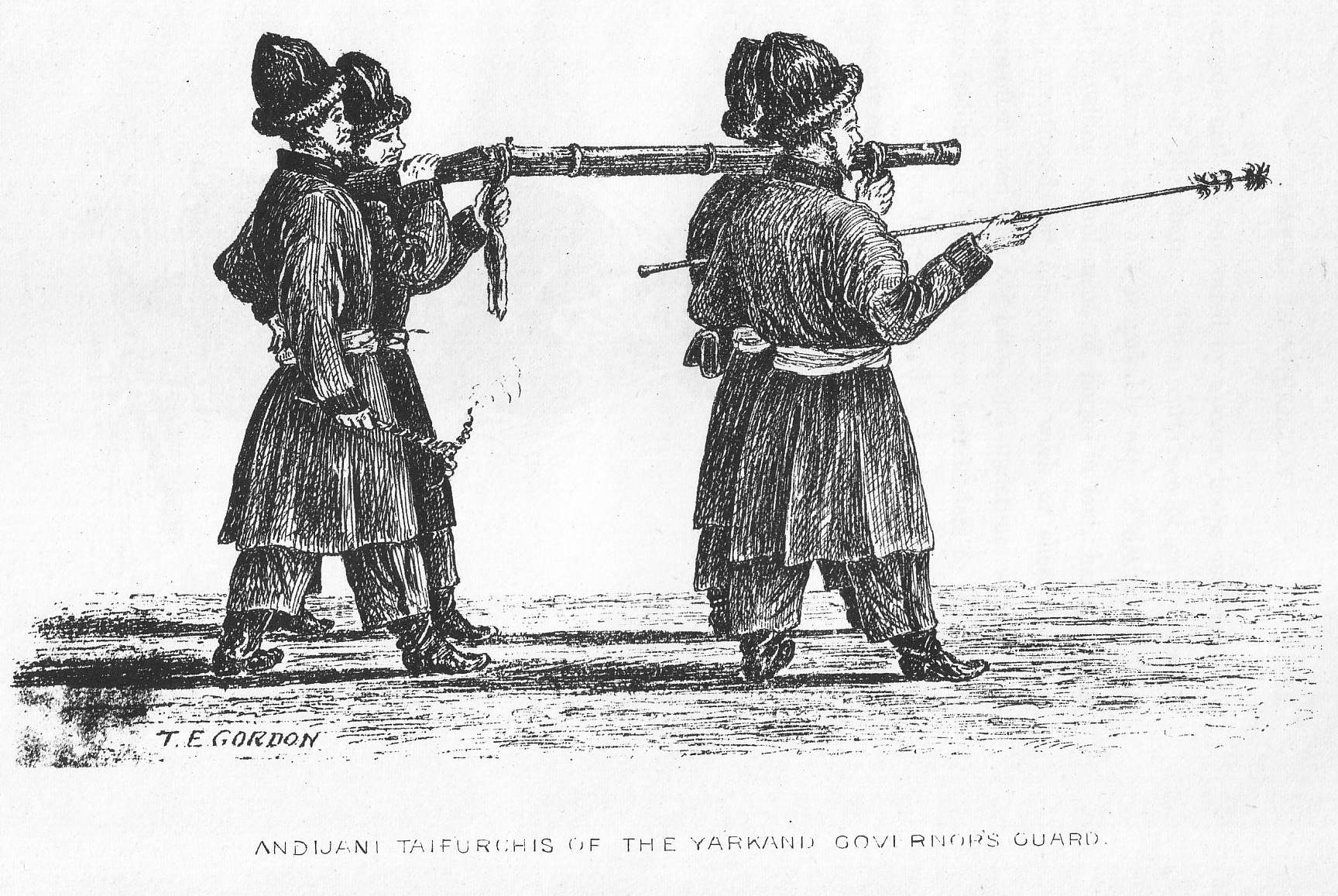
东干起事的炮手

### 明朝穆斯林遗民
当1644年清朝侵略明朝的时候，在甘肃的明朝穆斯林遗民由米喇印领导发动叛乱，同时丁国栋也领导起义反清。明朝穆斯林遗民受到了哈米斯·苏丹·赛义德·巴卜（Hami's Sultan Sa'id Baba）和他的儿子土伦泰的支持。明朝穆斯林遗民在叛乱中也与藏族人和汉族人联合起来。经过激烈的战斗和谈判，1649年达成了一个和平协议，米喇印和丁国栋名义上的承诺接受清朝收编，并拥护清朝。当南明成立后，清朝被迫撤出驻守甘肃的部队去攻打南明，米喇印和丁国栋再次拿起武器反抗清朝。最后，明朝穆斯林遗民被清朝军队杀害了近10万人，其中包括米喇印和丁国栋，土伦泰也兵败被杀。
儒家的回族穆斯林学者马注也曾同南部的明朝遗民共同反清。
在广州，有一座“回教三忠墓”，这是在满族侵略中国广州时，为纪念羽凤麒、撒之浮、马承祖三位反对清朝却被杀害的明朝穆斯林将领而建立衣冠冢。

### 陕甘与云南回变
这段时间里，穆斯林多次起事反抗清朝，其中規模較大的有同治陕甘回变、同治新疆回变和云南回变。清政府下令清剿叛军，云南回变中近百万人被杀，同治陕甘回变中上百万人被杀，另有人估計當時甘肅境內有九成漢民及三分二回民被屠殺。
然而，在中国东部和南部各省的穆斯林并没有叛乱，也丝毫没有受到叛乱的影响。他们没有遭到过屠杀，也不想反抗。
河南省的穆斯林村庄虽然很靠近陕西，但是那里完全不受影响，回汉关系仍然很融洽。
北京的回族穆斯林在同治陕甘回变时期也未受影响。
伊丽莎白·艾丽斯（Élisabeth Allès）曾写出，回族穆斯林和汉族的关系在河南地区很融洽，没有受到其他地区的穆斯林叛乱的影响。原文这样写道：“十九世纪中期最主要的穆斯林叛乱，就数陕西、甘肃和云南一连串的事件了，和维吾尔人在新疆一样，似乎对中原都没有直接的影响。”
很多像马占鳌、马安良、马千龄、马如龙那样的穆斯林站到了清朝一边，并且帮助清朝将军左宗棠消灭穆斯林叛军。这些穆斯林将领都属于虎夫耶派，他们帮助清朝屠杀哲赫林耶派叛军。左将军将河州周围的汉人迁出去，把那作为帮助清朝清剿其他穆斯林叛军的穆斯林的报酬。
1895年，东干起义爆发，被董福祥、马安良、马国良、马福禄、马福祥等忠诚的穆斯林所镇压，并且屠杀由马大汉、马永琳、马万福等领导的穆斯林叛军。
一个由将军董福祥领导的效忠清朝的穆斯林军队“甘军”，在义和团运动期间阻击外国军队。军中有像马安良、马福禄、马福祥等众所周知的将军。
在云南，有记录写道，清朝军队仅仅屠杀叛乱的穆斯林，不伤害没有参加起义的穆斯林。

## 中华民国
1911年，清王朝被推翻，孙中山建立起中华民国，并执行了“五族共和”的政策。这使得各民族之间的关系得到极大改善。清王朝的终结也标志着中外的交往会更加频繁。这使得中国和中东伊斯兰国家的穆斯林接触机会增多。有一个叫克劳德·皮克斯的传教士，在1923至1934年间找到了834个去朝觐过的回族人。直至1939年，至少有33个回族穆斯林去过艾资哈尔大学学习。1912年，中国穆斯林联盟（Chinese Muslim Federation）在首都南京建立。与其类似的组织也在北京（1912）、上海（1925）、济南（1934）等地相继建立。各穆斯林团体的学术活动也蓬勃发展。在1937年第二次中日战争爆发前，已知的已经有上百种穆斯林刊物，其中有超过三十种是在1911到1937年间创立的。尽管临夏是当时中国穆斯林宗教活动的中心地区，但还是有很多宗教活动都转移到了北京。
20世纪10年代时期，根据估计，中国本土有大约2000万的穆斯林。其中近半居住在甘肃，三分之一居住在陕西，其余的都住在云南。1911年时，青海、甘肃、宁夏各省落入了以马步芳和马仲英等人为首的马家军的手中。
在第二次中日战争期间，日本人施行“三光政策”，并破坏了许多清真寺。据 Wan Lei 所说，“统计数据显示，截至1941年4月，日本摧毁了220座清真寺，并屠杀了无数的回族人。”在南京大屠杀后，南京的清真寺中堆满了尸体。同时他们也施行经济压迫政策，其中涉及到对清真寺的破坏，并导致许多回民失业、无家可归。再者就是一些故意的侮辱性的政策，例如将肥猪肉涂在清真寺上、强迫回民给士兵们杀猪、表面上是在强迫女孩做艺妓和歌手的训练，但事实上却将她们充当性隶。连回族的公墓也因军事原因被毁坏。因此许多回族人都加入了抗日战争。
在第二次国共内战结束后，属于中国国民党党员的那些穆斯林移居台湾。

## 中华人民共和国

### 早期
1949年，中华人民共和国成立。建国早期出现了巨大的动荡。自1953年起，中国伊斯兰教协会曾先后组织过十批穆斯林朝觐团去麦加朝觐。
在文化大革命期间，政府鼓励城市里的年轻人上山下乡来“开垦荒地”，其中就有许多人选择去新疆，并在无意中对穆斯林造成了影响。这段时间内，政府不断指责穆斯林和其他宗教团体坚持“迷信观念”、宣扬“反共主义”。清真寺遭到丑化、破坏亦或被关闭，古兰经的抄本也随着寺庙、教堂、修道院、墓地等一起被红卫兵摧毁。1965年至1978年，中国伊斯兰教协会亦暂停组织朝觐团。
中国穆斯林说苏联对于穆斯林的处理甚至要比中国文化大革命期间还要糟糕。
自从1978年邓小平上台以来，中国政府放松了对伊斯兰教和穆斯林的政策。新法律给予所有少数民族使用自己的语言文字、发展自己的文化和教育、举办宗教活动的自由。自1979年恢复派出朝觐团后，中国内地有比以往任何时候都要多的穆斯林前去朝觐。

### 目前
在当今中国的领导下，伊斯兰教获得了复苏，现在中国有许多清真寺。对于伊斯兰教表现已经达到了顶峰，许多全国性的伊斯兰教协会也已经组织起穆斯林之间的民族协调活动。
1975年，雲南發生沙甸事件，有穆斯林反抗中國政府的宗教決定，事件是文化大革命期間唯一的大規模民族叛亂。在鎮壓叛亂時，解放軍使用米格戰鬥機向村莊發射火箭，屠殺了1600名回族人。四人幫倒台後，當局道歉和賠償。
在1978年改革开放之后，由于引入资本主义改革，废除了社会主义的免费医疗，导致中国医疗保健在很大程度上成为私人服务。这项举引起了中国西北方穆斯林的不满，因为他们住在偏远山区，在改革后根本得不到医疗保障。
1979年鄧小平主理後，穆斯林被認為經歷一段自由化時期。新立法賦予所有少數民族使用自己的口語和書面語言、發展自己的文化和教育以及實踐宗教自由，與過往相比，有更多的中國穆斯林被允許去朝覲。
1982年，中國政府提出「關於我國社會主義時期宗教問題的基本觀點和基本政策」，保障和尊重信仰自由成為國家的基本方針。同年，哈吉和副朝覲被允許。另外，文化大革命期間關閉的清真寺等宗教建築由政府資金重建，廣州和泉州等歷史悠久的清真寺作為「文物保護單位」受到保護。另外，在北京、新疆多地設立伊斯蘭教經學院。1989年，中华人民共和国政府与沙特阿拉伯政府达成互设商务代表处协议后，中国伊协首次组织直航吉达的朝觐包机。
1990年代，中國開設了私立阿拉伯語學校，也出現了透過自己的路線進行麥加朝聖的人。另一方面，未經許可的清真寺增加，私人宗教學校擴大，中國政府開始控制宗教活動，清真寺和宗教主管人成為登記制。
2007年是猪年，这年中国中央电视台禁止在任何国营电视台出现关于猪的图片、卡通造型和标语，目的是“避免与少数民族冲突”。
從20世紀後半葉到21世紀，於新疆出身的維吾爾族為主的突厥裔穆斯林開始出現對中國政府的分離獨立運動，1997年，新疆維吾爾自治區發生伊寧二·五事件。另外，2009年烏魯木齊發生了烏魯木齊七五事件[151]。 除此之外，有突厥系穆斯林也引發2013年天安門撞橋事件和2014年昆明火車站暴力恐怖襲擊事件等。中國國內對伊斯蘭教和穆斯林的警惕心提高。 
2010年代，當局被指興建「新疆再教育營」， 對上百萬維吾爾人進行「洗腦」。而當局稱之為「職業技能教育培訓中心」，目的在于从源头上消灭恐怖主义、宗教极端主义，強調完全是尊重和保障人权之举。2019年12月，當局稱教育培訓中心學員已全部結業。
2022年9月，中共中央政治局常委、全国政协主席汪洋向中国伊斯兰教协会稱，要深入推进中国伊斯兰教中国化，「引导伊斯兰教界人士和穆斯林群众不断增进对伟大祖国、中华民族、中华文化、中国共产党、中国特色社会主义的认同」，坚持全面从严治教。

## 伊斯兰教育
经堂教育是一个明朝回族中官方的围绕着清真寺开展的伊斯兰教育。阿拉伯语和波斯语十三经是主要课程的一部分。在伊斯兰学校中，一些像汉克塔布一类的中国穆斯林著作被用于教育方面。刘智也写书帮助回族学习阿拉伯语。最开始的时候，波斯语是中国穆斯林最常用的语言，之后变为阿拉伯语。
像马福祥、马鸿逵、马步芳一类的回族军阀都资助学校或赞助学生出国留学。阿訇虎嵩山和马邻翼参与了中国伊斯兰教育的改革。
国民党穆斯林官员在中华民国时期资助建立了成达师范学校，这有利于中国迎来伊斯兰教育的新时代，在穆斯林之间发扬国家主义和中文，并将他们完全融入到中国社会。教育部为中国穆斯林教育而给回教救国联合会（Islamic National Salvation Federation）提供资金。联合会的主席是白崇禧，副主席是唐柯三。宁夏省长马鸿逵也建立了40所中阿小学。
阿訇王静斋在埃及和另外几位中国穆斯林学生一起在爱资哈尔大学进修，他们是现代第一批在中东研究的中国留学生。王静斋回忆起自己在河南省、河北省、山东省等地的教学经历，发现在中国西北传统的穆斯林教育中心之外，生活条件较差的地方的学生要比西北的学生更加艰难。1931年，中国派出五名学生到埃及爱资哈尔大学进修，这其中还包括马坚。赛典赤·赡思丁的后裔纳忠也是1931年随着张子仁、马坚、林仲明等人去爱资哈尔大学深造的学生中的一员。
来自中原和西北的回族穆斯林在对女子教育的看法大相径庭，来自中原历来就有女性专门的清真寺和宗教学校，而西北的女性却只能处理家务。不过在19世纪20年代，中国西北就已经开始了女子教育的改革。在甘肃、宁夏等地，马步芳建立了许多世俗回族女校，其中一所叫刷达小学，後以他妻子的名字改校名為素琴女校。日本入侵中国后，原居中原的回族穆斯林难民逃到西北，在那里他们继续接受教育，并建立女清真寺团体。不过毕竟女性教育仍然还未被西北的回族穆斯林接纳，于是支持女子教育的团体和不支持的仍然各行其道。
将军马福祥也捐款资助回族穆斯林教育，并在回族人之间组建起知识分子阶级来增进回族对国家发展方面的作用。
在完成初级中学教育后，中国法律允许想接触宗教的学生在阿訇那里学习。